# Новый Алексинец
Новый Алексинец (укр. Новий Олексинець) — село в Лопушненской сельской общине Кременецкого района Тернопольской области Украины.
Код КОАТУУ — 6123480402. Население по переписи 2001 года составляло 628 человек.

## Географическое положение
Село Новый Алексинец находится на расстоянии в 1 км от села Иванья и в 1,5 км от села Башуки.
По селу протекает пересыхающий ручей с запрудой.
Через село проходит автомобильная дорога Т-2013.

## История
- Первое упоминание в 1568 году как село Андреев
- 1710 год — официальная дата основания.

## Объекты социальной сферы
- Школа I—II ст.
- Клуб.
- Амбулатория.